# Sde Nahum
Sde Nachum (hebräisch שְׂדֵה נַחוּם Sdeh Nachūm, deutsch ‚Feld Nachums‘) ist ein Kibbuz im ʿEmeq ha-Maʿejanot im nördlichen Israel.
Der Kibbuz liegt 4 km nordwestlich von Beit Scheʾan und hatte 2018 716 Einwohner.

## Geschichte
Sde Nachum wurde am 5. Januar 1937 von Mitgliedern der Sadehgruppe der Landwirtschaftsschule Mikwe Israel und auch von österreichischen, deutschen und polnischen Immigranten gegründet. Es wurde zuerst Kibbuz HaSadeh genannt, dann aber zu Ehren Nachum Sokolows, Präsident der Zionistischen Weltorganisation und hebräischer Schriftsteller, in Sde Nachum umbenannt. Es wurden im Kibbuz Ruinen einer byzantinischen Kirche aus dem fünften bis sechsten Jahrhundert gefunden.
Der Nobelpreisträger Arieh Warshel wurde 1940 in Sde Nachum geboren.